# NGC 1118
NGC 1118 è una galassia a spirale (alcuni autori la classificano come lenticolare) situata nella costellazione dell'Eridano, a una distanza di circa 191 milioni di anni luce dalla nostra Via Lattea.

## Scoperta
La galassia è stata scoperta il 1 novembre 1886 dall'astronomo statunitense Lewis Swift.

## Descrizione
NGC 1118 presenta una larga riga a 21 cm dell'idrogeno neutro.
Viene per lo più classificata come galassia lenticolare, anche se le recenti immagini ottenute con la DECam nel corso della Dark Energy Survey fanno intravvedere una struttura a spirale con la possibile presenza di una barra centrale.